# The Ten-Year Lunch
The Ten-Year Lunch é um filme-documentário estadunidense de 1988 dirigido e escrito por Aviva Slesin, que fala sobre o grupo artístico Algonquin Round Table. Venceu o Oscar de melhor documentário de longa-metragem na edição de 1989.